# Datalog 2 Turbo
Datalog 2 Turbo je databáze pro počítače Sinclair ZX Spectrum a kompatibilní (například Didaktik). Jedná se o program českého původu, autorem je Petr Adámek. Vydavatelem programu byla společnost Ultrasoft, program byl vydán v roce 1992. Předchůdci programu jsou databáze Datalog (distribuovaný prostřednictvím 602.ZO Svazarmu) a Datalog 2. Práce na Datalogu 2 byly dokončeny už v roce 1988.
Program se ovládá pomocí menu, které zobrazují formou oken, ve kterých se vybírají zvolené položky. V menu je možné se pohybovat pomocí kurzorových šipek nebo pomocí klíves Q, A, O, P. Potvrzení výběru je možné provést buď klávesou Enter nebo klávesou mezerník. Program umožňuje používat dvě šířky písma, 32 znaků na řádek a 64 znaků na řádek. Obě šířky písma je možné libovolně kombinovat, ovšem není doporučeno používat dvě šířky písma ve vlastních záznamech, neboť přepnutí velikosti textu ovlivňuje řazení databázových položek.
Program pracuje ve dvou režimech:
- definice jednotlivých položek databáze a definice vzhledu,
- vlastní práce se záznamy (vkládání, mazání, opravy).

V návrhovém režimu je možné volit konkrétní umístění jednotlivých datových položek, přidávat textové popisky, úsečky a nastavovat barvy. V návrhovém režimu je možné zobrazit mřížku.
Proti svému předchůdci, programu Datalog, je Datalog 2 rychlejší, má přidaný příkaz Najdi, která hledá zadaný výraz ve všech existujících položkách, a příkaz Fragment.
Program plně podporuje češtinu a slovenštinu. Písmena s diakritikou je možné zadávat delším podržením příslušné klávesy bez diakrického znaménka, např. delším podržením klávesy a je vloženo písmeno á. Pokud nějaké písmeno může mít více diakritických znamenének, obvykle je k zadání použita klávesa sousední s písmenem, u kterého varianta s diakritickým znaménkem neexistuje. Písmena ä, é, ĺ, ô, ö, ŕ, ů a ü jsou zadávány delším podržením kláves q, w, k, p, m, f, j a h. Datalog 2 Turbo má definovanou i azbuku.
S programem Datalog 2 Turbo byl dodávaný program MFlog pro převod databází programu Masterfile na databázi pro Datalog 2 Turbo. Existuje možnost exportu databáze do MS Accessu.